# Saillagouse
Saillagouse (em catalão:  Sallagosa) é uma comuna francesa na região administrativa da Occitânia, no departamento dos Pirenéus Orientais. Estende-se por uma área de 11.35 km², e possui 1.118 habitantes, segundo o censo de 2018, com uma densidade de 99 hab/km².